# Erebus-Gletscher
Der Erebus-Gletscher ist ein antarktischer Gletscher, der von den südlichen Hängen des Mount Erebus auf der Ross-Insel in westlicher Richtung zur Erebus Bay fließt, wo er die Erebus-Gletscherzunge bildet.
Benannt ist er in Anlehnung an die Gletscherzunge und Mount Erebus, die nach dem Schiff Erebus des britischen Polarforschers James Clark Ross (1800–1862) benannt sind.